# Bucher-Gletscher (Antarktika)
Der Bucher-Gletscher ist ein kleiner Gletscher an der Westküste des Grahamlands auf der Antarktischen Halbinsel. Er fließt unmittelbar nördlich des Bottrill Head in den Bourgeois-Fjord.
Das UK Antarctic Place-Names Committee benannte ihn 1958 nach dem Schweizer Glaziologen Edwin Bucher (* 1911), Autor zahlreicher Publikationen zur Lawinenforschung.